# Котлета по-київськи (промова)
«Котлета по-київськи» (англ. Chicken Kiev speech) — назва, під якою увійшла в історію промова Президента США Джорджа Буша-старшого, виголошена 1 серпня 1991 року в Києві, за декілька місяців до проведення в Україні референдуму й за три тижні до проголошення незалежності України від Радянського Союзу. У цій промові Буш застерігав українців від «суїцидального націоналізму».
Її написала Кондоліза Райс — пізніше Державна секретарка США за президента Джорджа Буша-молодшого — коли вона обіймала посаду директора (а потім старшого директора) відділу у справах СРСР і Східної Європи Ради національної безпеки США. Ця промова обурила українських націоналістів та американських консерваторів настільки, що журналіст-консерватор Вільям Сафайр, редактор газети «Нью-Йорк таймс», обізвав цю промову «котлетою по-київськи» (англ. Chicken Kiev; англ. chicken — курка, у переносному значенні — боягуз, англ. Kiev — місце виголошення промови), звинувативши Буша в колосальному прорахунку.

## Передісторія
Наприкінці 1980-х і на початку 1990-х настрої за здобуття незалежності стали зростати в Україні і в інших республіках Радянського Союзу. Сполучені Штати дотримувались політики невтручання, боячись повторення того, що сталося в Югославії, у якій вибухнула громадянська війна, після того, як Німеччина визнала незалежність Словенії та Хорватії. Буш подбав про те, щоб радянський Президент Михайло Горбачов керував процесом реформ та уникнув підтримування націоналістів у республіках. Пізніше Буш згадував у своїх мемуарах:

Який би не був курс, як би довго не тривав процес, і який би не був результат, я хотів побачити стабільну, і перш за все мирну зміну. Я вірив, що ключовим значенням тут був політично сильний Горбачов і ефективно працюючий центральний апарат. Результат залежав від того, що Горбачов хотів зробити.
Оригінальний текст (англ.)
Whatever the course, however long the process took, and whatever its outcome, I wanted to see stable, and above all peaceful, change. I believed the key to this would be a politically strong Gorbachev and an effectively working central structure. The outcome depended on what Gorbachev was willing to do.

30 липня 1991 року Буш прибув до Москви на саміт із Михайлом Горбачовим. Він і Барбара Буш разом із Горбачовим і його дружиною Раїсою зупинилися у них на дачі в Підмосков'ї, де два лідери вели неформальні переговори. Буш сказав Горбачову, що це не в інтересах Америки, щоб Радянський Союз розпався, хоча безкомпромісні члени Республіканської партії — і більшою мірою міністр оборони Дік Чейні — бажали такого результату. Він переконав Горбачова, що налаштовуватиме українців проти незалежності, коли він поїде в Україну, 1 серпня, здійснюючи наступний етап свого візиту.

Настрій в Україні розділився між групами різних поглядів, від закоренілих комуністів до затятих націоналістів, прихильників незалежності. Голова українського парламенту Леонід Кравчук був комуністом-реформатором, який підтримував український суверенітет усередині союзу з більшим ступенем свободи учасників, ніж це було в Радянському Союзі (такої ж позиції дотримувався російський президент Борис Єльцин). Ще перед візитом Буша він стверджував:
Я переконаний, що Україна повинна бути суверенною, повноцінною та повнокровною державою.
Буш відмовився від зустрічі з прихильниками незалежності в Києві. Коли його автоколона проїжджала через Київ, її зустріла велика кількість людей, що махали прапорами України та США, серед яких були також і учасники протесту, які викрикували слогани на кшталт «Містер Буш: мільярди для СРСР — це рабство для України» і «Білий Дім співпрацює з комуністами, але нехтує Рухом» — основними прибічниками незалежності в Україні.

## Промова
Промову виголосили у Верховній Раді, у Києві. Буш підтримав домовленості, досягнуті раніше у квітні між Горбачовим і дев'ятьма республіками, включно з Україною, яка стала однією з учасників нового союзного договору, що передбачає створення м'якої федерації замість Союзу Радянських Соціалістичних Республік. Він сказав, що договір
...подає надію, що республіки поєднають більшу автономію з більшою добровільною взаємодією — політичною, соціальною, культурною, економічною, ніж будуть переслідувати безнадійний курс ізоляції.

англ. holds forth the hope that republics will combine greater autonomy with greater voluntary interaction — political, social, cultural, economic rather than pursuing the hopeless course of isolation.
Він також похвалив Горбачова, називаючи «хибним вибором» (англ. "false choice") вибирати між радянським лідером і лідерами прихильників за незалежність:
Відверто кажучи, президент Горбачов досяг дивовижних речей, і його політика гласності, перебудови і демократизації мають на меті прийти до свободи, демократії та економічної незалежності.

(англ. "In fairness, President Gorbachev has achieved astonishing things, and his policies of glasnost, perestroika and democratization point toward the goals of freedom, democracy and economic liberty ").
Буш висловив позитивне ставлення до реформ у Радянському Союзі:

Я прийшов сюди сказати вам: ми підтримуємо боротьбу в цій великій країні за демократію і економічні реформи. У Москві я змалював наш підхід. Ми будемо підтримувати тих, хто в центрі, і республіки, які домагаються свободи, демократії та економічної незалежності.
Оригінальний текст (англ.)
I come here to tell you: we support the struggle in this great country for democracy and economic reform. In Moscow, I outlined our approach. We will support those in the center and the republics who pursue freedom, democracy and economic liberty.

Він також застерігав від такої незалежності, за якої віддалений деспот зміниться на локального: американці не будуть підтримувати тих, хто шукає незалежності, щоб замінити віддалену тиранію на локальний деспотизм. Вони не стануть допомагати тим, хто просуває суїцидальний націоналізм, заснований на етнічній ненависті (англ. Americans will not support those who seek independence in order to replace a far-off tyranny with a local despotism. They will not aid those who promote a suicidal nationalism based upon ethnic hatred). Пізніше з'ясувалося, що Буш сам дописав фразу «суїцидальний націоналізм» у чернетці промови, який приготували його помічники, щоб попередити українців про необхідність уникнути того, що сталося в Югославії.

## Реакція
Промову Буша в українському парламенті зустріли оплесками. Депутати-комуністи аплодували стоячи. Однак позицію Буша розкритикували українські громадські діячі. Іван Драч, керівник партії Рух, заявив журналістам, що «президент Буш, здається, був загіпнозований Горбачовим» (англ. President Bush seems to have been hypnotized by Gorbachev) і поскаржився, що «президент Сполучених Штатів постійно нехтував демократичними рухами в республіках» (англ. «has consistently snubbed the democratic movements in the republics»). Драч критикував те, як Буш йшов пліч-о-пліч з радянським лідером:

Буш прийшов сюди в дійсності як рупор Горбачова. Багато в чому він звучав менш радикально, ніж наші власні політики-комуністи в питаннях суверенітету України. Більш того, вони повинні були брати участь у виборчій кампанії, а він ні.
Оригінальний текст (англ.)
Bush came here in effect as a messenger for Gorbachev. In many ways, he sounded less radical than our own Communist politicians on the issue of state sovereignty for the Ukraine. After all, they have to run for office here in the Ukraine and he does not.

Степан Павлюк скаржився, що «Буш не розуміє, що ми тут боремося проти тоталітарної держави». Він підкреслював, що Буш «говорить багато про свободу, але для нас це практично неможливо — осягнути свободу без незалежності. Ми повинні створити власну митницю та валюту, щоб захистити нашу економіку від повного краху». Промову також розкритикували націоналісти інших радянських республік. Уряд Грузії заявив: «Наступник Вашингтона, Джефферсона, Лінкольна та інших прибуває… і веде пропаганду на підтримку договору про союз. Чому він не закликав Кувейт підписати союзний договір з Іраком?» (англ. The heir of Washington, Jefferson, Lincoln and others arrives ... and carries on propaganda in favor of the Union Treaty. Why did not he call on Kuwait to sign the Union Treaty with Iraq?).
Промова Буша також критикувалася у США як непоінформована, хоча він був не самотній у цьому; лише за рік до цього тодішня прем'єр-міністр Великої Британії Маргарет Тетчер заявила, що вона може відкрити посольство в Києві не більше, ніж у Сан-Франциско. «Бостон глоуб» назвав її «Лігою Буша в Києві» (гра слів — лігою кущів (англ. bush league) у бейсболі називають слабкі непрофесійні команди з невеликих міст) у редакційній статті, яка критикує Буша за те, що він «надто глибоко й комфортно загруз на одній стороні внутрішньої національної дискусії». Газета вважає, що Буш був нераціональним у своїй промові, зокрема використовуючи фрази на кшталт «самогубний націоналізм», «етнічна ненависть» і «місцевий деспотизм», що сприймалося так, наче він «зайшов занадто далеко». 29 серпня 1991 Вільям Сафайр у своїй колонці «Нью-Йорк таймс» назвав промову «Котлетою по-київськи».
8 лютого 1992 року журнал «Економіст» повідомив, що промова була «найжахливішим прикладом» (англ. "the most flagrant example") того, що інші нації не змогли визнати неминучість факту незалежності України. Людина в костюмі курки, що пародіювала Буша, з'являлася на численних зустрічах під час передвиборчої кампанії 1992 року. Буш прокоментував свою промову 2004 року. Колишній американський лідер, пояснюючи, що мав на увазі, заявив, що українці не повинні були зробити «чого-небудь дурного», і що якби їхні «лідери не поводилися розумно, то могло б статися силове протистояння» (англ. "leaders had not acted smartly, there would have been a crackdown") з боку Москви.
2005 року Кондоліза Райс, відповідаючи на пресконференції на питання про цю промову, зазначила, що легко побачити в ретроспективі, що було неправильно в промові, але, на її думку, мирний розпад озброєного ядерною зброєю Радянського Союзу був не таким очевидним 1991 року. 2011 року консервативний The Washington Examiner висловив думку, що це, «можливо, була найгірша промова, коли-небудь виголошена американським високопосадовцем» (англ. «may have been the worst speech ever by an American chief executive»).

## Завваги

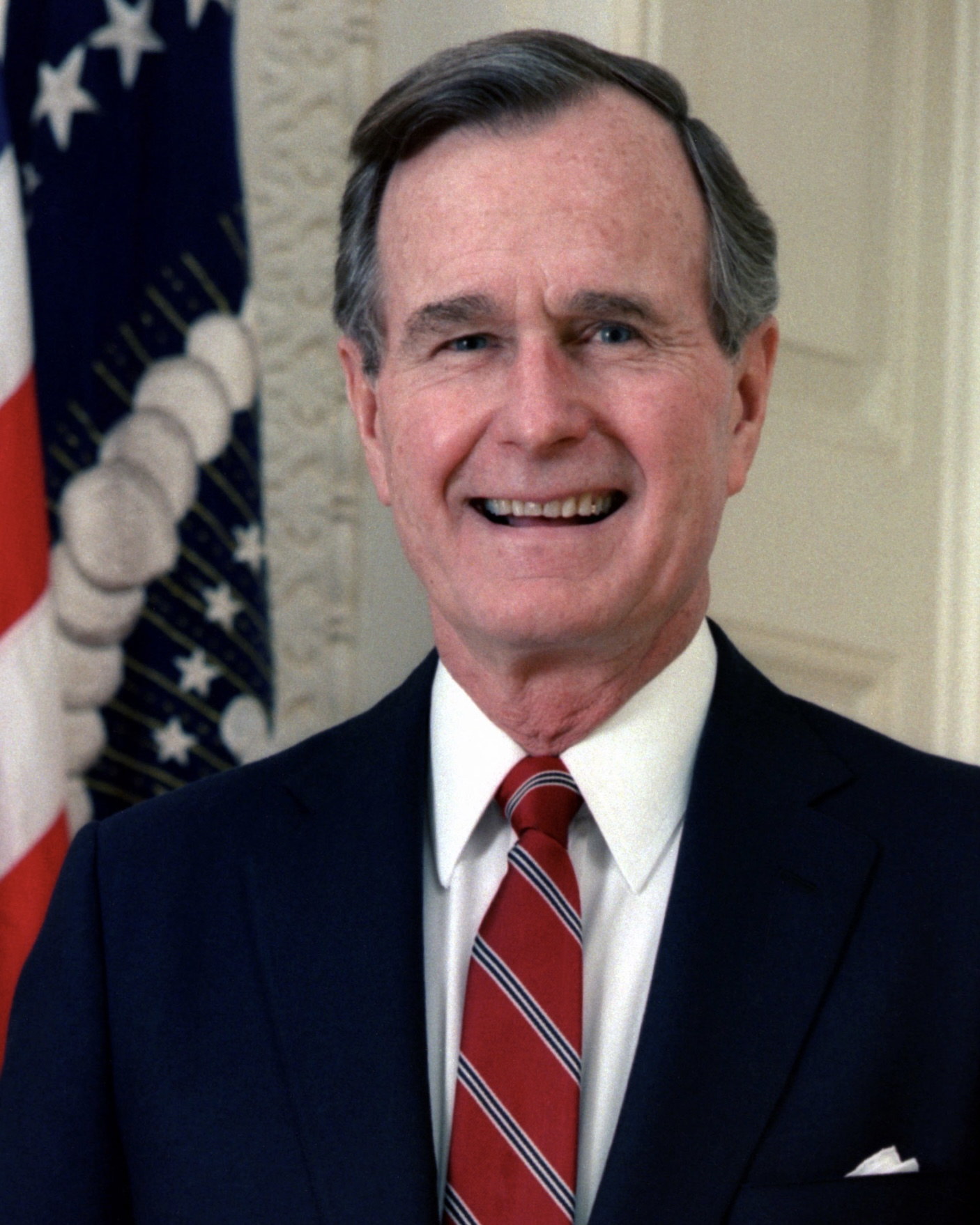
Джордж Герберт Вокер Буш

1. ↑  У сучасній англійській мові столицю України заведено називати Kyiv; у момент виголошення промови єдиним нормативним варіантом вважався Kiev.